# Poiretia delesserti
Poiretia delesserti ist eine in Griechenland und Albanien heimische räuberische Landschnecke aus der Familie der Spiraxidae, die zur Unterordnung der Landlungenschnecken (Stylommatophora) gehört.

## Merkmale
Das rechtsgewundene, spindelförmige, sehr fein gerippte Gehäuse wird beim erwachsenen Tier etwa 3,4 bis 3,8 cm lang, erreicht einen Durchmesser von etwa 1,3 bis 1,5 cm und ist dickwandiger als bei anderen Arten der Gattung. Die Gehäusemündung wird etwa 6,5 mm bis 8 mm breit. Die Spindel ist an der Basis stark gebogen. Die Oberfläche des Gehäuses ist schmutzig hellgelb.

## Vorkommen und Verbreitung
Poiretia delesserti ist sowohl in Wäldern als auch in Buschland (Macchia) zu finden. Ihr natürliches Verbreitungsgebiet reicht von der Insel Kerkyra und dem nördlichen Epiros in Nordwest-Griechenland bis nach Zentral-Albanien.

## Ernährung
Poiretia delesserti ernährt sich von anderen Gehäuseschnecken unterschiedlichster Arten. Je nach Beuteart ätzt sie mit einem sauren Sekret für diese Raubschneckengattung charakteristische Löcher in deren Gehäuse – so bei Landdeckelschnecken – oder gelangt über die Gehäusemündung an das Opfer.